# Сакрофано
Сакрофано (итал. Sacrofano) је насеље у Италији у округу Рим, региону Лацио.
Према процени из 2011. у насељу је живело 2871 становника. Насеље се налази на надморској висини од 216 м.

## Становништво
Према резултатима пописа становништва 2011. у општини је живело 6.668 становника.
| 1931. | 1936. | 1951. | 1961. | 1971. | 1981. | 1991. | 2001. | 2011. |
| ----- | ----- | ----- | ----- | ----- | ----- | ----- | ----- | ----- |
| 1.287 | 1.348 | 1.617 | 1.756 | 2.222 | 3.301 | 4.475 | 5.691 | 6.668 |